# Буэнос-Айрес КРК
Крикетный и регбийный клуб Буэнос-Айреса (исп. Buenos Aires Cricket & Rugby Club) или «Буэнос-Айрес КРК» — аргентинский спортивный клуб из пригорода Буэнос-Айреса Сан-Фернандо. КРК, основанный в 1864 году, считается старейшим из действующих спортивным клубом страны. Эта дата признана Регбийным союзом Буэнос-Айреса. Считается, что подлинная дата основания — 1831 год, год, когда состоялся первый матч крикетной команды. Согласно документальным свидетельствам, первый матч крикетной команды состоялся в Реколете в 1831 году. В 1951 году состоялось объединение с регбийной командой БАФК. БАФК, основанный в 1886 году как регбийная команда, был одним из основателей «Регбийного чемпионата „Ривер Плейт“», позже реорганизованного в Аргентинский регбийный союз.
Помимо регби и крикета в состав клуба входят секции по хоккею на траве, футболу и гольфу.

## Достижения

### Крикет
- Примера (18): 1904-05, 1919-20, 1924-25, 1927-28, 1930-31, 1938-39, 1939-40, 1940-41, 1941-42, 
1949-50, 1952-53, 1956-57, 1957-58, 1963-64, 1966-67, 1971-72, 1975-76, 1976-77[7]

### Регби
- Торнео де ла УРБА (10): 1900, 1901, 1902, 1903, 1904, 1908, 1909, 1915[8], 1958, 1959